# 妍希
妍希（8月28日—）是台灣的漫畫家。出生於台南。

## 人物
- 筆名：妍希/月光熊
- 星座：處女座O型
- 與漫畫家三月兔是多年的好友。

## 簡歷
- 2006年漫畫金像獎「愛情魔髮師」以黑馬之姿，獲得最佳少女漫畫獎。

## 作品一覽

### 長篇漫畫
- 三立偶像劇漫畫-綠光森林全三本
- 三立偶像劇漫畫-愛情魔髮師全兩本
- 愛情轉轉蛋（尖端出版，全一冊）
- 雪戀（目前在東立星少女月刊連載中）

### 短篇漫畫
- 喜歡就是喜歡（過去以月光熊發表於公主雙週刊）
- 愛情轉轉蛋
- 初戀歡迎光臨
- 王子沒有玻璃鞋（皆收錄在愛情轉轉蛋單行本中）

### 其他
- 魔法漫畫教室（過去以月光熊名字發表在公主雙週刊）
- 采竹文化「戀愛搗蛋鬼」「冒牌富家女」「無敵桃花妹」等等小說封面插畫。
- 談星/完全星座雜誌封面插畫
- 媽媽寶寶內頁插畫
- 夢夢月刊企劃連載-魔法堂
- 林青慧美人‧傾聽----林青慧漫畫全紀錄選集設計（使用本名）
- 鹿神父告解室(在東立-瑪格麗特少女漫畫雜誌連載)

## 外部連結
- 妍希的痞客邦（页面存档备份，存于）